# Pieskansaari (ö i Birkaland)
Pieskansaari är en ö i Finland. Den ligger i sjön Kuorevesi och i kommunen Mänttä-Filpula i den ekonomiska regionen  Övre Birkalands ekonomiska region  och landskapet Birkaland, i den södra delen av landet, 210 km norr om huvudstaden Helsingfors. Öns area är 36,3 hektar och dess största längd är 1,2 kilometer i öst-västlig riktning.  Pieskansaari ligger i sjön Kuorevesi.